# غورم أمير الدنمارك
غورم أمير الدنمارك (بالدنماركية: Prins Gorm)‏ (24 فبراير 1919 - 26 ديسمبر 1991) كان الابن الأول لهارالد أمير الدنمارك.